# كأس الجزائر 1967–68
كأس الجزائر 1967–68 هو موسم من كأس الجزائر. أشرف على تنظيمه الإتحاد الجزائري لكرة القدم، وفاز فيه وفاق سطيف.